# Tommy Fleetwood
Thomas Paul "Tommy" Fleetwood (født 1991) er en engelsk golfspiller, der spiller på European Tour og US PGA Tour.
Fleetwood har fem sejre på European Tour, men venter stadig på sin første PGA Tour-sejr. Dette på trods af gode resultater som 2. og 4. pladsen ved US Open (henholdsvis 2018 og 2017) og 2. pladsen ved The Open (2019).
Under sommer-OL 2020 i Tokyo, som blev afholdt i 2021, sluttede han på en 16. plads.
Ved sommer-OL 2024 vandt Fleetwood en sølvmedalje efter at have afsluttet turneringen på 18 slag under par, ét slag efter guldvinderen Scottie Scheffler.